# Eddie Blay
Pour les articles homonymes, voir Blay (homonymie).
Eddie Blay est un boxeur ghanéen né le 9 novembre 1937 à Accra et mort le 15 octobre 2006 dans la même ville.

## Carrière
Il remporte la médaille d'or dans la catégorie des poids légers aux championnats d'Afrique de boxe amateur 1962 au Caire et dans la catégorie des poids super-légers aux championnats d'Afrique de boxe amateur 1964 à Accra.
Il participe aux Jeux olympiques d'été de 1964 dans la catégorie des super-légers et y remporte la médaille de bronze. Il obtient par ailleurs au cours de sa carrière de boxeur amateur deux médailles d'or aux Jeux du Commonwealth en 1962 (poids légers) et 1966 (poids welters) ainsi qu'une médaille d'argent aux championnats d'Afrique de Lagos en 1966 (poids welters). Passé professionnel à partir de 1967, Blay combat essentiellement à travers l'Europe jusqu'en 1974 sans décrocher de titre. Son palmarès est de 38 victoires (dont 21 avant la limite), 10 défaites et 5 matchs nuls.

### Parcours auxJeux olympiques
Jeux olympiques d'été de 1964 à Tokyo (poids super-légers) :
- Bat Preben Rasmussen (Danemark) aux points 5-0|
- Bat Nol Touch (Cameroun) par KO au deuxième round
- Bat Joao da Silva (Brésil) aux points 5-0
- Perd contre Jerzy Kulej (Pologne) aux points 0-5